# Општина Кидричево
Општина Кидричево (словен. Kidričevo) је једна од општина Подравске регије у држави Словенији. Седиште општине је истоимени градић Кидричево.

## Природне одлике
Рељеф: Општина Кидричево налази се у источном делу Словеније, у словеначком делу Штајерске. Општина се налази у долини реке Драве.
Клима: У општини влада умерено континентална клима.
Воде: У општини нема већих водотока. Цела општина је у сливу оближње Драве.

## Становништво
Општина Кидричево је средње густо насељена.

## Насеља општине
| - Апаче - Драгоња Вас - Жупечја Вас - Згорње Јаблане - Кидричево - Кунгота при Птују | - Ловренц на Дравскем пољу - Миховце - Њиверце - Плетерје - Понгрце - Сподње Јаблане | - Сподњи Гај при Прагерскем - Старошинце - Стражгоњца - Стрнишче - Цирковце - Шиколе |  |

## Додатно погледати
- Кидричево